# Euplexia aureocincta
Euplexia aureocincta är en fjärilsart som beskrevs av Rudolf Pinker 1965. Euplexia aureocincta ingår i släktet Euplexia och familjen nattflyn. Inga underarter finns listade i Catalogue of Life.